# Ruttkai Ottó
Ruttkai Ottó (születési nevén Russ) Budapest, 1921. január 12. – Budapest, 1988. szeptember 17.) Jászai Mari-díjas magyar színész, színházigazgató. Ruttkai Éva és Ruttkai Iván testvére, valamint Lóránd Hanna színésznő férje volt.

## Élete és pályafutása
1921-ben Budapesten született Russ Márk Miklós és Podrabski Emma gyermekeként. A Ruttkai, a későbbiekben mindenki által ismert nevét Lakner Artúr adta hugának és neki. Édesanyja Tirolban született, Bécsben nevelkedett. Édesapja szegedi származású volt. Lakner Bácsi Gyermekszínházában mint gyermekszínész lépett fel. 1947-48-ban gyakorlatos színészként a Madách Színházban játszott, 1950-ig volt a színház tagja. 1950–51-ben a Nemzeti Színház, 1951–től 1953-ig a Vidám Színház, 1953–tól 1955-ig a Magyar Néphadsereg Színháza szerződtette. Igazgatója volt 1955-56-ban az egri Gárdonyi Géza Színháznak, 1957 és 1960 között a kaposvári Csiky Gergely Színháznak, 1960 és 1964 között a Miskolci Nemzeti Színháznak, 1964–től 1972-ig a Madách Színháznak. 1972-től haláláig színészként a Thália Színház tagja volt. A közönség több mint 100 epizódszerepben láthatta a színpadon. Filmezéssel 1948-tól foglalkozott.

## Családja
1949-ben kötött házasságot Lóránd Hanna (1927–2015) Jászai Mari-díjas színésznővel, akitől két fia, András (1950–) és György (1958–) született.

## Fontosabb színházi szerepei
- Don César de Bazan (Victor Hugo: A királyasszony lovagja)
- Nyil (Makszim Gorkij: Kispolgárok)
- Király (Pierre Corneille: Cid)
- Volpone (Benjamin Jonson: Volpone)
- Agárdi Péter (Heltai Jenő: A néma levente)
- Cheli püspök (Tamás István: A pápa és a császár)
- Bobrinyec (Iszaak Emmanuilovics Babel: Alkony)

## Filmjei

### Játékfilmek
- Tűz (1948)
- Szabóné (1949)
- Kis Katalin házassága (1950)
- Leszámolás (1953, rövid játékfilm)
- Budapesti tavasz (1955) – Keselyű
- Bakaruhában (1957)
- Legenda a vonaton (1962) – Utas
- Pacsirta (1963) – Arácsy, színigazgató
- A kőszívű ember fiai 1-2. (1964) – Százados
- Ha egyszer húsz év múlva (1964) – Orvos
- A tizedes meg a többiek (1965) – Katona II.
- Butaságom története (1965) – Rendező
- Fény a redőny mögött (1965) – Detektív
- Zöldár (1965) – Neveléstan tanár
- Aranysárkány (1966) – Tornatanár
- Büdösvíz (1966) – Őrnagy
- Édes és keserű (1966) – Masszőr
- Fügefalevél (1966) – Pap
- Hideg napok (1966) – Tiszt III.
- Változó felhőzet (1966) – Német tiszt
- Falak (1967) – Vendég IV.
- Kötelék (1967) – Rendőr
- Nyár a hegyen (1967) – Férfi a társasságban
- A hamis Izabella (1968) – Rendőrorvos
- Az oroszlán ugrani készül (1968) – Pecsar felügyelő
- Az utolsó kör (1968) – Pszichológus
- Krebsz, az isten (1969) – A központ munkatársa
- A gyilkos a házban van (1970) – Esküvői vendég IV.
- Utazás a koponyám körül (1970) – Etel férje
- Csárdáskirálynő (1971) – Az egyik mulató úr
- Reménykedők (1971) – Lakásfelmérő
- Emberrablás magyar módra (1972)
- Labirintus (1976) – Gyártásvezető
- A sánta dervis (1987)

### Tévéfilmek, televíziós sorozatok
- A százegyedik szenátor 1-3. (1967) – Richmond őrnagy
- Mondd a neved (1967)
- Az aranykesztyű lovagjai 1-4. (1968)
- Bors I. (1968, tévésorozat) – Orvos
- A 0416-os szökevény (1969) – Alamuszi Ted
- Bözsi és a többiek 1-3. (1969)
- Villa a Lidón (1971)
- Mikrobi I. (1973, rajzfilmsorozat) – Apa (hang)
- Intőkönyvem története (1974) – Urbán bácsi
- Bezzeg a Töhötöm (1977)
- Ketten a tavon (1977)
- Petőfi (1977, tévésorozat)
- A pártfogó (1982, rövid tévéjáték)
- Alkony (1985)

## Szinkronszerepei
| Év   | Cím                                                                     | Szereplő          | Színész              | Szinkron év |
| ---- | ----------------------------------------------------------------------- | ----------------- | -------------------- | ----------- |
| 1952 | Hölgy kaméliák nélkül                                                   | Bankár            | N/A                  | 1981        |
| 1961 | A balek bosszúja                                                        | Lucas Malvoisin   | Antoine Balpetré     | 1978        |
| 1968 | Majd a Leontine!                                                        | N/A               | N/A                  | 1982        |
| 1971 | Minden lében két kanál – 2. rész: A Napóleon arany (2. magyar szinkron) | Pullicino         | Alfred Marks         | 1984        |
| 1974 | A börtön                                                                | Andre Fage        | André Morell         | 1978        |
| 1974 | Pokoli torony                                                           | N/A               | N/A                  | 1988        |
| 1974 | Váltságdíj                                                              | N/A               | N/A                  | 1982        |
| 1976 | Rasken                                                                  | Pap               | Percy Brandt         | 1979        |
| 1979 | Forró szél 5-6. (tévésorozat)                                           | Aktahordó kolléga | N/A                  | 1984        |
| 1980 | Ne szomorkodj ősszel                                                    | N/A               | N/A                  | 1986        |
| 1981 | Meghökkentő mesék – IV/7. rész: Univerzális hangerő                     | Klausner          | Harry Andrews        | 1986        |
| 1982 | Átverés                                                                 | Blackjack játékos | Buddy Lester         | 1985        |
| 1982 | Mira háza                                                               | Újságos           | Rudolf Schöndler     | 1986        |
| 1984 | Lóvátett lovagok                                                        | Marcade           | Valentine Dyall      | 1987        |
| 1985 | Az én kis falum                                                         | N/A               | N/A                  | 1987        |
| 1985 | Hogyan készült az Élő bolygó?                                           | N/A               | N/A                  | 1988        |
| 1985 | Románc az Orient expresszen                                             | Harry             | Ralph Michael        | 1986        |
| 1986 | Gyilkos erőszak (1. magyar szinkron)                                    | N/A               | N/A                  | 1988        |
| 1987 | Gyermekkor                                                              | Nagyapa           | Helmut Müller-Lankow | 1988        |

## Díjak
- Jászai Mari-díj (1958)